# Доналд (град, Орегон)
Доналд (на английски: Donald) е град в окръг Мариън, щата Орегон, САЩ. Доналд е с население от 608 жители (2000) и обща площ от 0,6 km². Намира се на 60,35 m надморска височина. ЗИП кодът му е 97020, а телефонният му код е 503.